# 엘리자베스 패터슨 (배우)
엘리자베스 패터슨(Elizabeth Patterson, 1874년 11월 22일 ~ 1966년 1월 31일)은 미국의 연극 배우, 영화배우, 텔레비전 배우이다.
하딘군 (테네시주)에서 태어났으며 로스앤젤레스에서 사망하였다. 사인은 폐렴이다.

## 영화
- 키다리 아저씨 (1931년)
- 이혼 증서 (1932년)
- 《오늘 밤은 사랑해 주세요》
- 8시 석찬 (1933년)
- 닥터 불 (1933년)
- 홀드 유어 맨 (1933년)
- 소 레드 더 로즈 (1935년)
- 고 웨스트 영 맨 (1936년)
- 블루비어드의 여덞 번째 아내 (1938년)
- 싱 유 시너스 (1938년)
- 토바코 로드 (1941년)
- 내 사랑 마녀 (1942년) - 마거릿 역
- 배니싱 버지니안 (1942년)
- 마이 시스터 에일린 (1942년)
- 스카이스 더 리미트 (1943년)
- 정복 영웅의 환영 (1944년)
- 폴로우 더 보이즈 (1944년)
- 기차 위의 여인 (1945년)
- 쇼킹 미스 필그림 (1947년)
- 웰컴 스트레인저 (1947년)
- 스튜디오 원 (1948년)
- 작은 아씨들 (1949년) - 한나 역
- 사막의 침입자 (1949년)
- 왈가닥 루시 (1951년)
- 클라이막스! (1954년)
- 허클베리 핀의 모험 (1955년)
- 팔 조이 (1957년)